# Capoeta javanica
Capoeta javanica és una espècie de peix cipriniforme de la família dels ciprínids.